# Orchideae
As orquídeas (Orchideae) são uma tribo da família das orquidáceas.

## Descrição
Caracteriza-se por raízes tuberosas; flores usualmente com viscídio duplo, polínias sésseis, caudículos algo proeminentes; coluna curta e apoda, não constrita na base da antera, esta ereta e bilocular; e labelo sem calcar ou, quando presente, apenas em número de um, basal.

## Taxonomia de Orchideae
A presente classificação apresenta apenas uma subtribo, Orchidinae, com pouco mais de cinquenta gêneros, apenas um presente no Brasil, Habenaria  Willdenow.

## Taxonomia de Orchidinae
Presentemente são considerados 54 gêneros de Orchidinae, compostos por cerca de 1.528 espécies:
1. Aceras - 1 espécie
2. Aceratorchis - 2 espécies
3. Amerorchis - 1 espécie
4. Amitostigma - 27 espécies
5. Anacamptis - 12 espécies
6. Androcorys - 6 espécies
7. Barlia - 2 espécies
8. Bartholina - 2 espécies
9. Benthamia - 29 espécies
10. Bonatea - 13 espécies
11. Brachycorythis - 36 espécies
12. Centrostigma - 3 espécies
13. Chamorchis - 1 espécie
14. Chondradenia - 2 espécies
15. Comperia - 1 espécie
16. Cynorkis - 159 espécies
17. Dactylorhiza - 40 espécies
18. Diphylax - 4 espécies
19. Diplomeris - 4 espécies
20. Dracomonticola - 1 espécie
21. Galearis - 1 espécie
22. Gennaria - 1 espécie
23. Gymnadenia - 23 espécies
24. Habenaria - ~650 espécies
25. Hemipilia - 18 espécies
26. Herminium - 30 espécies
27. Himantoglossum - 7 espécies
28. Holothrix - 45 espécies
29. Megalorchis - 1 espécie
30. Neobolusia - 3 espécies
31. Neotinea - 4 espécies
32. Neottianthe - 7 espécies
33. Oligophyton - 1 espécie
34. Ophrys - 36 espécies
35. Orchis - 19 espécies
36. Pecteilis - 5 espécies
37. Peristylus - 105 espécies
38. Physoceras - 11 espécies
39. Platanthera - 130 espécies
40. Platycoryne - 17 espécies
41. Ponerorchis - 18 espécies
42. Porolabium - 1 espécie
43. Pseudorchis - 1 espécie
44. Roeperocharis - 5 espécies
45. Schizochilus - 11 espécies
46. Serapias - 12 espécies
47. Smithorchis - 1 espécie
48. Stenoglottis - 4 espécies
49. Steveniella - 1 espécie
50. Symphyosepalum - 1 espécie
51. Thulinia - 1 espécie
52. Traunsteinera - 2 espécies
53. Tylostigma - 8 espécies
54. Veyretella - 2 espécies